# Danylo Kondrakov
Danylo Serhijovyč Kondrakov (in ucraino Данило Сергійович Кондраков?; Luhansk, 19 gennaio 1998) è un calciatore ucraino, attaccante dell'Hebăr Pazardžik.

## Palmarès

### Club

#### Competizioni nazionali
- Coppa di Malta: 1

Sliema Wanderers: 2023-2024